# ガールズ/ガールズ/ボーイズ
「ガールズ/ガールズ/ボーイズ」（Girls/Girls/Boys）は、アメリカ合衆国のポップ・ロック・バンドであるパニック!アット・ザ・ディスコの楽曲。2013年10月8日にフュエルド・バイ・ラーメンおよびディケイダンス・レコードから4作目のスタジオ・アルバム『生かしておくには型破り過ぎるが、殺すにはレアすぎる!』からの第3弾シングルとして発売された。本作は2015年にスペンサー・スミスが脱退、ダロン・ウィークスがツアーメンバーに戻る前に発売された最後のシングルとなった。
『ビルボード』誌のHot Rock Songsでは最高位31位を記録した。

## 制作
「ガールズ/ガールズ/ボーイズ」の作詞作曲は、ブレンドン・ユーリーとダロン・ウィークスの共作となっている。歌詞はバイセクシャルの女性やその友人との三角関係を題材としている。2018年に『ペーパー』誌で自身がパンセクシャルであることを告白したユーリーは、本作が15歳から16歳の頃に経験した自身初の三人組セックスについて書いた曲であったとし、元々は初めての3Pについての曲だったんだけど、最終的にはカミングアウトだったり自分自身を認めることについての曲になって、僕はそのほうが遥かに素晴らしいメッセージだなって思ったんだ自分が元々書いていたテーマを取り除いて、もっと自分の目的にふさわしいものに変えたんだ。素晴らしいアイディアだと思ったねと語っている。
本作のベースラインはウィークスによる演奏で、このベースラインについて『ニューズデイ』紙のグレン・ガンボアはデュラン・デュランのベーシストであるジョン・テイラーにたとえている。2013年12月、ウィークスは『ベース・プレイヤー』誌の取材で「僕が自分で書いたんだけど、誰も本当はアルバムで使いたくなかったんだ。実はネオン・トゥリーズにいる友人にあげるつもりだった。だけど曲作りに取り組んでいる間に、この曲について何がすごく好きなのかを考えていたら、そのベースラインだということに気がついたんだ。だからこのベースラインを使って、それを軸にまったく違う曲を書いたんだ」と語っている。

## ミュージック・ビデオ
シングルの発売の翌日、ジャイ・ブラウナーが監督を務めた「ガールズ/ガールズ/ボーイズ」のミュージック・ビデオが公開された。ビデオはディアンジェロの「アン・タイトルド(ハウ・ダズ・イット・フィール)」のミュージック・ビデオのオマージュとなっており、黒い空間で裸のユーリーが歌う映像で構成されている。ブラウナーによれば、ビデオのアイデアはすべてユーリーによるもの。
2014年7月28日、ミュージック・ビデオのディレクターズ・カット版が公開された。こちらでは終盤にランジェリー姿の女性2人が登場し互いにキスをしたり、ユーリーの体に触れるシーンが挿入されている。

## 評価
『ニューズデイ』紙のグレン・ガンボアは、本作について「『リオ』の頃のデュラン・デュランの現代版」と評した。『ペーパー』誌のベアトリス・ヘーズルハーストは、本作を「バイセクシャル・アンセム」と表現し、『バラエティ』誌のクリスティ・カラスも「クィア・アンセム」と表現している。
2019年に『ビルボード』誌は「2010年代のベストLGBTQソング」の1つとして本作を挙げた。2022年に同誌が発表した「ベスト・バイセクシャル・ソング」では第10位にランクインした。

## チャート成績
| チャート (2013年)             | 最高位 |
| ----------------------------- | ------ |
| US Hot Rock Songs (Billboard) | 31     |

## 認定
| 国/地域                          | 認定     | 認定/売上数 |
| -------------------------------- | -------- | ----------- |
| イギリス (BPI)                   | Silver   | 200,000     |
| アメリカ合衆国 (RIAA)            | Platinum | 1,000,000   |
| 認定のみに基づく売上数と再生回数 |          |             |